# Temporada da NBA de 2001–02
A Temporada da NBA de 2001-02 foi a 56º temporada da National Basketball Association. O campeão foi o Los Angeles Lakers.